# Stade Vélodrome de Rocourt
Lo Stade Vélodrome de Rocourt, già noto come Vélodrome Oscar Flesch o Stade Jules Georges, è stato uno stadio di calcio situato nella periferia di Liegi, in Belgio. È stato inaugurato il 28 agosto 1921 e aveva una capacità di circa quarantamila spettatori. È stato utilizzato dal RFC Liegi fino al 1994, anno in cui la squadra si trasferì nel nuovo impianto e dovette vendere quello vecchio per problemi finanziari.